# 王子與騎士 (書籍)
《王子與騎士》（Prince & Knight）是丹尼爾·哈克（Daniel Haack）撰寫的兒童書，由史蒂維·劉易斯（Stevie Lewis）插畫。《王子和騎士》講述了一名年輕王子的故事，曾經愛上了一個騎士，在兩人一起工作後，舉行威脅王國的龍。
《王子與騎士》最初是由2018年的小蜜蜂出版的英語 ，是小蜜蜂出版社，美國和媒體宣傳群GLAAD之間的合作夥伴關係的努力。 夥伴關係在兒童文學中融合和提升LGBTQ的積極代表。 該書還為加拿大和日本觀眾發表，並在發布後與陪伴書出版。
該書由於內容的性質而受到讚揚和反對，贏得了各種獎項，並應對了來自美國社會保守派的一些挑戰，這些保守派根據對兒童文學的適當性和道德性對兒童文學的恰當性和道德性提出了挑戰。

## 情節
從前，一位王子正排著他的王國的寶座，所以他的父母——國王和王后——決定他必須首先找到一位新娘來説明他統治。三人前往附近的王國，以滿足各種潛在的公主追求者，但王子沒有找到他正在尋找的公主三人見面。 
離開時，王子收到消息說一條龍正在攻擊他的王國。當騎士來協助時，王子衝回和怪物戰鬥。一起工作，騎士用他的盾牌蒙蔽了龍，讓王子成功地捕獲了野獸。然而，在這樣做，王子失去了他的平衡和下降。騎士騎馬沖去，抓住王子的手臂。
兩人感謝對方救了他們一命，墜入愛河。他們的婚姻得到了社區還有王子的父母的全力支持，他們為這對新人的婚禮歡呼雀躍。

## 出版社與背景
《王子和騎士》於2018年5月1日首次以精裝本發行，作為小蜜蜂出版社與GLAAD合作領域的冠軍。此次發射受到新聞界的極大關注，包括芝加哥論壇報 , 男士風尚 ,美國標誌電視臺 ,粉紅新聞 , PopSugar ,今天 (NBC) 和TheWrap  。
在接受GLAAD和哈芬登郵報的採訪時，哈克指出，在兒童媒體中缺少LGBTQ+代表，尤其是那些以人類角色為特色的媒體后，他受到了寫《王子與騎士》的啟發。 在製作敘述時，他特別認為"與白馬王子和騎士一起穿著閃亮的盔甲玩耍會很有趣"的原型，並想向孩子們展示，同性戀"同樣有能力成為勇敢的英雄，並且和任何戀愛的人一樣值得"。
GLAAD總裁兼首席執行官莎拉·凱特·埃利斯在評論出邦尼爾版/GLAAD合作的性質和文學作品中古怪表現的重要性時說，"（書籍）是鼓勵人們認識、善良和在小時代接受的一個自然進步"，"我的兩個孩子和像他們一樣的人看到自己的家庭被媒體反映非常重要。。
除了原版精裝本外，加拿大學術出版社和奧克拉出版社還分別出版了法語（《埃特·勒·切瓦利埃王子》）和日文版（[王子と騎士]）。2019年，Scholastic公司為校內學術圖書俱樂部發行了一本特別平裝書，2020年發行了學樂集團書版。一本配套書《少女與公主》由哈克和伊莎貝爾·加盧波合著，貝卡·休曼插圖，於2019年4月出版。

## 風格和流派
根據哈克的個人網站，該出版物描述王子和奈特描述為「兒童圖畫書」為4-8歲（基爾庫斯評論，29），結合了文本與整頁由史蒂夫劉易斯插圖。
正如蒙比亞創始人達娜 · 魯杜爾夫所指出的， 王子和騎士呼應了國王和國王的名字和情節。魯杜爾夫認為， 與國王和國王的 「狂熱」 和 「離奇」 插圖相反， 王子和騎士的插圖 「有一個迷人的」，給了他們迪士尼一樣的畫質。此外，Booklist在評論這篇文章時指出，哈克和路易斯的二人"構建了一個豐富多彩和有趣的故事，探索性、接受和年輕的愛情。

## 社會評價

### 獎項和行業評論
王子和騎士自發佈以來， 得到了積極的行業評價。Kirkus 評論給它一個星評論， 稱之為 "勝利" 和 "這個時代設置的總理奇怪的友好童話"。《學校圖書館學報》說："對於年輕讀者來說，這是一個啟發性的童話故事......任何圖書館或教室的一個很好的補充。Bookish 指出，"哈克寫了一個美麗包容的童話故事，史蒂夫·劉易斯的神奇插圖更加特別。同樣，《芝加哥論壇報》寫道，丹尼爾·哈克寫了一個急需的LGBT童話故事，故事恰到好處;它是一次物質的事實和活著的真愛的魔力。Bookish 指出，「哈克寫了一個美麗包容的童話故事， 使史蒂夫 · 路易斯的神奇插圖更加特別。
王子和騎士被評為美國圖書館協會2019彩虹榜前十名。它也是最佳圖畫書獎提名，被亞馬遜、《芝加哥論壇報》、《柯克斯評論(Kirkus Reviews)》和《PopSugar》被評為2018年最佳兒童讀物。

### 審查挑戰
根據美國圖書館協會知識自由辦公室，王子和騎士是2019年第五大最具質疑的書。
知識自由辦公室執行主任黛博拉·考德威爾·斯通（DeborahCaldwell Stone）表示：「我們（作為一個組織）關心的是，許多書籍適合年齡，適合年輕人的發展"，但受到質疑，因為「據稱它們推進了政治議程或將兒童性化」。根據美國法律如果，質疑來自父母、立法者和宗教領袖。

### 美國維吉尼亞州厄普舍縣的爭議
在卡爾瓦里教堂山高地牧師喬希 · 萊菲爾德之後， 西佛吉尼亞州的厄普舒爾縣公共圖書館《把王子與騎士》從書架上除名了，並會見了圖書館官員，表示反對這本書。

在已刪除的 Facebook 帖子中， 萊菲爾德說到：
 這本書是故意灌輸幼兒，特別是男孩，到LGBTQ的生活方式。這本書是故意吸引他們的想像力，創造力，和他們的純真...國家推廣、納稅人資金發行的兒童讀物，應當保持無辜。不幸的是，這是故意導兒童犯罪。
萊菲爾德的評論以及將圖書從圖書館書架上撤下的決定引起了當地和國家 LGBTQ+ 和審查宣導者的回應。GLAAD總裁兼首席執行官莎拉·凱特·埃利斯在一份聲明中說：
 決定將王子和奈特從厄普舍縣公共圖書館的架子上刪除是一種歧視行為， 簡單明瞭...包容性的兒童讀物不"灌輸"，但確實允許LGBTQ家庭及其子女有機會看到自己在世界上反映出來。
 此外，全國反審查聯盟、美國圖書館協會知識自由辦公室和西弗吉尼亞州圖書館協會都促厄普舒爾縣將這本書恢復發行。WVLA在給董事會成員的一封信中指出：
父母一方（或社區成員）認為一本書不適合其家庭，不應成為限制該書標題的理由，因為該書可能是其他孩子和家庭的寶貴最愛。
 根據《紐約時報》和《阿拉》的實地報導， 《王子和騎士》「被暫時從圖書館除名， 但後來回來了。」